# ザルツブルク - チロル線
ザルツブルク - チロル線（ドイツ語;Salzburg-Tiroler-Bahn）は、オーストリア国鉄の鉄道線の名称である。路線番号は、ザールフェルデン以東が200、以西が201。ザルツブルク州とチロル州を結ぶ路線だが、ザルツブルク～チロル間はローゼンハイムを経由するルートが主流であり、こちらはアルプス以南と以北を結ぶ特急列車が主に経由する。

## 概要
ザルツブルク - チロル線は絶え間ない複線であり、右側通行は原則ながら、渡り線によって両方向の運転が可能である。全区間は電圧15000 V、周波数16.7 Hzの交流で電化されている。ザルツブルク州とチロル州の間にアウトバーンが連結されていないため、本線はとても重要な運送経路だった。しかし1995年、オーストリアが欧州連合に加盟した以来、その重要度が漸次に低くなった。アルプスを貫通する鉄道の特徴のため、特急列車が高速に走行するのは不可能である。
列車はサルツアッハ川を沿ってビショフスホフェン駅に至ると、そこからエンス谷線が分岐している。シュヴァルツアッハ＝聖ファイト駅にはタウアーン線が分岐し、クラーゲンフルト駅に向かうICとEC列車はこの線を経由する。ヴェルグル駅にクーフシュタイン-インスブルック線が本線と接続する。

## 歴史
チロル地方は1858年からザルツブルク及びオーストリア東部地方と鉄道で連結されていたが、経路はバイエルン王国を貫通する形だった。それでバイエルン・マクシミリアン鉄道は1866年にドイツ連邦の併合とバイエルンとの緊張関係のため、オーストリア帝国にとって戦略上不利だと見られた。それでオーストリア国内にはもう一つの東西連結線の建設が計画された。1869年9月7日、カール・フォン・シュヴァルツ男爵（Karl von Schwarz, 1817~1898）は「ザルツブルク＝ハライン鉄道（Salzburg-Halleiner-Bahn）」に関する建設許可を獲得した。土地の価格は安かったので、1871年7月15日にザルツブルク - ハライン区間は開通されるのができた。路線運営は皇后エリザベート鉄道株式会社が担当した。
1872年11月10日の皇后エリザベート鉄道に与えられた建設・運営許可書 (Concessionsurkunde) の根拠でザルツブルク - チロル線は1873年から1875年まで建設された。1875年、皇后エリザベート鉄道はザルツブルク＝ハライン鉄道に代わって、この路線を所有することとなった。1884年、この路線は他の皇后エリザベート鉄道の路線と共に国有化された。
1905年、シュヴァルツァハ＝聖ファイト - バート・ガシュタイン区間が開通した時に、タウアーン線の斜面がこの路線の側面に建設された。1915年、ザルツブルク - チロル線の複線化は完了した。1925年、電気運転の為の改修は始まり、1930年に完了した。二次大戦の終戦直前に、この路線は戦略的に重大だったため、連合軍爆撃の標的となった。
2011年4月29日、チロル州ブリクセンタール地域に最後の踏切が立体交差に置き換えられた。
- 1875年8月6日; ハライン - ビショフスホフェン - ヴェルグル間開通。
- 1943年11月1日; カルスヴィルト駅廃止。
- 1951年3月31日; クラウゼン駅廃止。
- 1971年9月27日; コンコーディアヒュッテ駅をてネク駅と改称する。
- 1978年5月28日; ヘルブルン＝グラゼンバッハ駅廃止。エルスベーテン駅をサルツブルク方向に0.7 km移転。
- 2008年12月15日; ブルクホイスル駅をヴェルグル南＝ブルクホイスル駅と改称する。
- 2009年12月13日; ザールフェルデン - ヴェルグル間にチロル運輸連合 (Verkehrsverbund Tirol, VVT) のS6系統が導入される。

## 運行形態（特急）

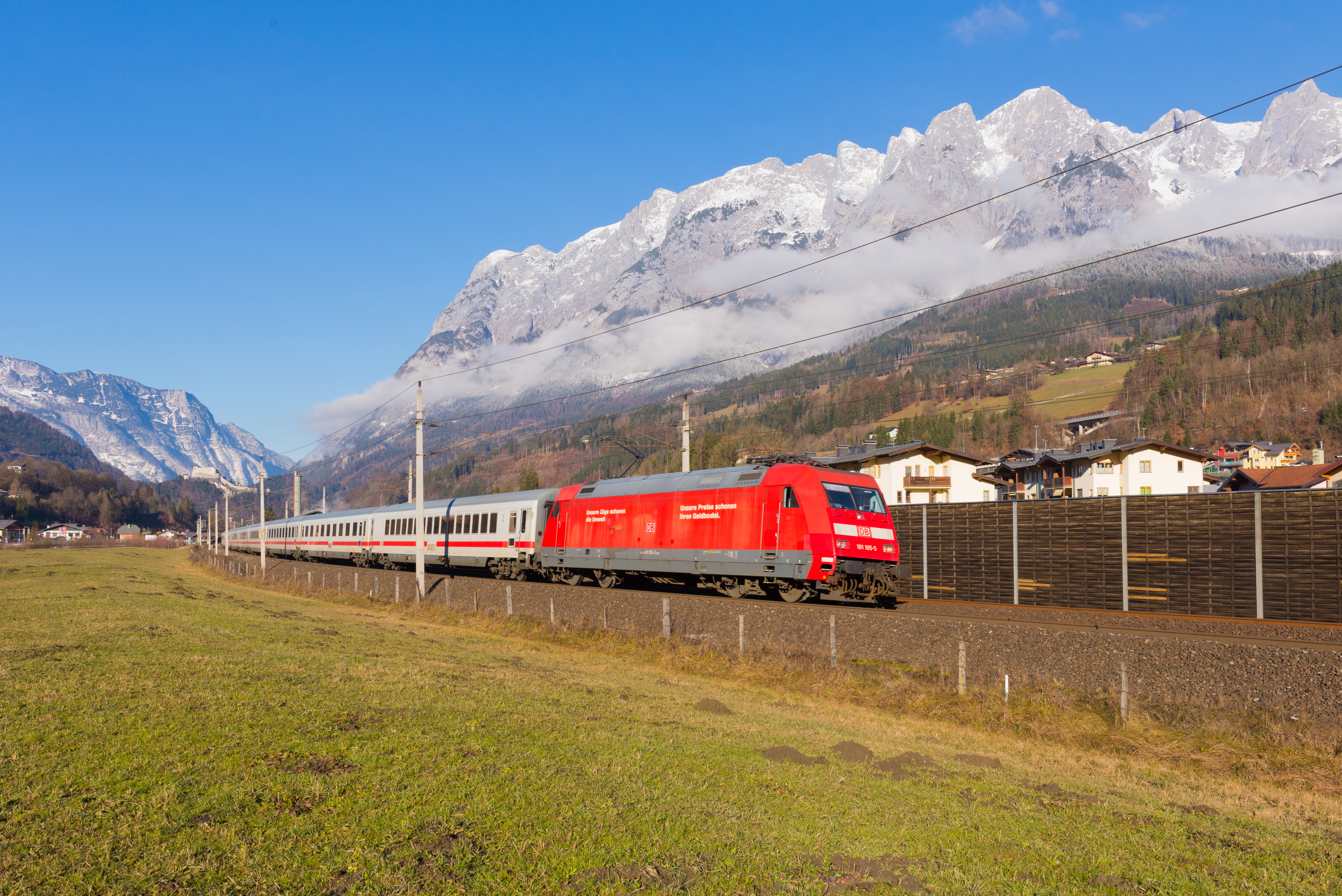
プファーヴェアフェン近くを通過するEC列車

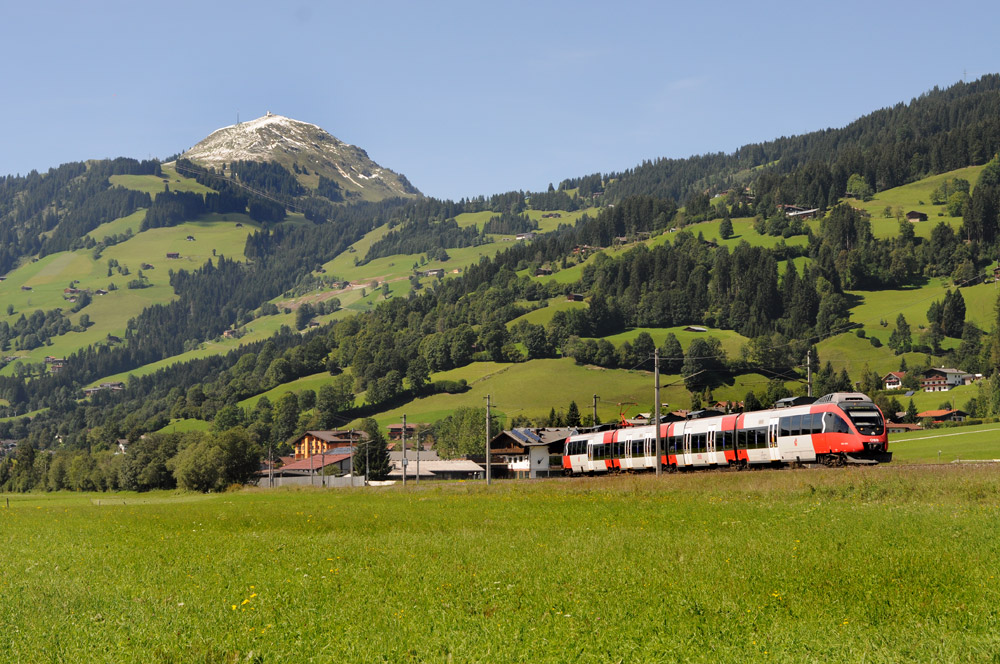
ブリクセン・イム・タレ近くを通過する普通列車

ザルツブルク - ホッホフィルツェン区間はザルツブルク運輸連合 (Salzburger Verkehrsverbund, SVV) の運賃システムの適用区間である。チロル運輸連合 (Verkehrsverbund Tirol, VVT) の運賃システムはホッホフィルツェン - ヴェルグル区間を管轄する。

### 寝台特急「ナイトジェット(NJ)」
下記2系統が、それぞれ一日1往復ずつ運行されている。2017年以前はナイトジェットの種別で運行していた。
- ウィーン/シュツットガルト - ザルツブルク - シュヴァルツァハ - ヴェネツィア
ザルツブルク以北は、ウィーン方面が101号線に、ミュンヘン方面がドイツ国鉄951号線に直通する。シュヴァルツァハ以南は220号線に直通する。シュツットガルト方面の車両は、ザルツブルク以北でザグレブ発着のユーロナイト(EN)と併結する。シュヴァルツァハを通過する。
過去の運行形態
2016年以前は、ドイツ国鉄951号線方面に乗り入れていなかった。ザルツブルク以南で、ザグレブ方面行の車両を併結していた。また、ビショフスホフェンを通過していた。
2017年度より、ドイツ国鉄951号線のミュンヘン方面に直通する車両を併結する様になった。ザグレブ方面行の車両もミュンヘン直通となった。
2022年度に限り、シュヴァルツァハ停車となった。
2023年度より、ヴェネツィア方面の車両とザグレブ方面の車両がザルツブルク以南で分離された。ビショフスホフェン停車、シュヴァルツァハ通過となった。

- ミュンヘン - シュヴァルツァハ - ローマ/ミラノ
ザルツブルク以北はドイツ国鉄951号線に、シュヴァルツァハ以南は220号線に直通する。ビショフスホフェンを通過する。
2016年末に運行を開始した。

- グラーツ/ザグレブ - シュヴァルツァハ - ヴェルグル - チューリッヒ
シュヴァルツァハ以南は250号線に、ヴェルグル以西は300号線に直通する。なお、ビショフスホフェンに停車する。ザグレブ方面の車両は、シュヴァルツァハで分割され、220号線経由でザグレブまで直通する。
2017年以前は、ザグレブ方面に限り、ヴェルグルに停車していた。

### 寝台特急「ユーロナイト(EN)」
- シュツットガルト - ザルツブルク - シュヴァルツァハ - ザグレブ/リイェカ
ザルツブルク以北は、ヴェネツィア発着便に併結されてドイツ国鉄951号線に直通する。シュヴァルツァハ以南は220号線に直通する。
過去の運行形態
2016年以前は、ザルツブルク以南のみの運行で、ウィーン - ヴェネツィアの車両に併結されていた。また、シュヴァルツァハを通過していた。
2017年度より、ミュンヘンに直通する様になった。
2022年度より、シュヴァルツァハ停車となった。
2023年度より、ザルツブルク以南で、ヴェネツィア発着の列車と併結しない様になった。

### 特急「レイルジェット(RJ)」
下記1系統が運行している。
- (ミュンヘン - ) ザルツブルク - シュヴァルツァハ - クラーゲンフルト
一日3往復の運行。うち2往復がザルツブルク発着で、1往復がミュンヘン発着でドイツ国鉄951号線に直通する。下記クラーゲンフルト発着のユーロシティ(EC)と合わせて、2時間に1本のパターンダイヤとなっている。
過去の運行状況
2016年以前は、ミュンヘン発着の列車がユーロシティ(EC)として、他の便がインターシティ(IC)として運行していた。インターシティは一日3往復運行していて、101号線のリンツ/ウィーン方面に直通していた。
2016年末に、これらがレイルジェット(rj)に種別変更された（ザルツブルク以東は主要駅停車型）。
2019年末に、リンツ - クラーゲンフルトの1往復が運休し、リンツ方面直通は一日2往復となった。
2024年度より、ウィーン方面との直通が取りやめられ、ザルツブルク発着に短縮された。

### 特急「レイルジェット・エクスプレス(RJX)」
- ウィーン - ザルツブルク - ヴェルグル　【土曜・休日運行】
冬・夏は土曜・休日とも一日1往復、春・秋は土曜の南行と日曜の北行のみの運行。ザルツブルク以東は101号線に直通する。停車駅はユーロシティ(EC)と同じだが、フィーバーブルン、ホプフガーテンにも停車する。
過去の運行状況
2016年以前は、インターシティ(IC)の種別で、休日のみ一日1往復の運行で、インスブルック発着であった。
2017年度は、レイルジェット(RJ)に格上げされ、ヴェルグルまで短縮された他、ザルツブルク本駅を経由しないルートになった。また、他にウィーン - ツェル間のレイルジェット(RJ)もあり、土曜日のみ週1往復の運行であった。また、ツェル方面行はザルツブルク本駅を経由していなかった。
2018年度は、ウィーン - ザルツブルク本駅 - ヴェルグル間に統一され、金曜日にヴェルグル行片道1本、土曜日に冬季2往復、夏季1往復、日曜日にウィーン行片道1本の運行となった。当初は愛称名があり、金・日曜の列車が「キツシュタインホーン」、土曜の夏・冬運行の列車が「キツビューエラー・アルペン」、土曜の冬季運行の列車が「シュミッテンヘーエ」であった。
2018年末に、金・土曜日の列車が新設種別レイルジェット・エクスプレス(RJX)に変更となった。
2020年末に、日曜日の列車もレイルジェット・エクスプレス(RJX)に変更となった。
2024年度より、愛称名無しでの運行となった。また、冬・夏は土曜・休日のみ週2往復の運行となり、春・秋も週1往復運行する様になった。

### 特急「シュネルツーク(D)」
- シュラドミング → ビショフスホフェン → ザルツブルク
一日あたり、片道1本の運行。ビショフスホフェン以東は250号線に直通する。
2023年度に運行を開始した。

- グラーツ - ビショフスホフェン - シュヴァーツァハ
一日1往復の運行。ビショフスホフェン以東は250号線に直通する。
2020年末に運行を開始した。

- ザルツブルク - シュヴァルツァハ - マルニッツ・オーバーフェラハ　【土曜を除く毎日運行】
一日1往復の運行。土曜日は運休する他、金曜は北行、日曜は南行のみ運行する。ハラインとゴリングは南行が通過、北行が停車となる。
2023年度に運行を開始した。2023年度に限り、レイルジェット(rj)の種別で運行していた。

- ウィーン - ヴェアグル　【金曜・土曜運行】
週1往復の運行。金曜に南行が、土曜に北行が運行する。ザルツブルク南駅とハラインを通過する。
2024年度に運行を開始した。

### 特急「ユーロシティ(EC)」
下記3つの系統に分かれる。
- ルール地方/フランクフルト - ザルツブルク - シュヴァルツァハ - クラーゲンフルト
一日2.5往復の運行。ザルツブルク以北はドイツ国鉄951号線に、シュヴァルツァハ以南は220号線に直通する。
2016年以前は、一日3.5往復運行していたが、2016年末に、ミュンヘン発着の列車がレイルジェット(RJ)に変更された。2017年度は一日2往復の運行であった。2023年12月から2024年7月まで、うち1.5往復がインターシティ・エクスプレス(ICE)の種別で運行していた。

- ザールブリュッケン/フランクフルト - ザルツブルク - ビショフスホフェン - グラーツ
一日2往復の運行。ザルツブルク以北はドイツ国鉄951号線に、ビショフスホフェン以南は250号線に直通する。なお、ザルツブルク南・ハライン・ヴェアフェンにも停車する。
2017年5月以降一時休止していたが、2017年末に一日1.5往復で復活し、2018年末に現在の一日2往復に増発された。

- トランサルピン号：　グラーツ - ビショフスホフェン - ヴェルグル - チューリヒ
一日1往復の運行。ビショフスホフェン以東は250号線に、ヴェルグル以西は300号線に直通する。シュヴァルツァハで、ヴィーン方面のレイルジェット(RJ)と接続する。
2021年の春・夏に限り、キルヒベルクを通過していた。

### 特急「インターシティ(IC)」
下記4つの系統に分かれる。
- ザルツブルク - シュヴァルツァハ - クラーゲンフルト
早朝・夜間を中心に、一日3.5往復の運行。レイルジェットおよびユーロシティと合わせて、2時間に1本の運行。シュヴァルツァハ以南は220号線に直通する。原則、ザルツブルク南・ハライン・ヴェアフェンを通過するが、標準的な快速と同じ停車駅の列車が南行1本、ゴリングを通過して代わりにザルツブルク南に停車する列車が北行1本、グラーツ発着便と同じ停車駅の列車が北行1本存在する。
過去の運行形態
2016年以前は、一日4往復運行していて、うち2往復が101号線に直通していた。
2016年末に1往復を除いてレイルジェット(RJ)に格上げされた。
2019年度より、シュネルツーク(D)が北行1本設定された。停車駅は、他のクラーゲンフルト発着のインターシティ(IC)と同様であった。
2019年末より、2往復に増発された。
2020年末より、快速を1往復格上し、3往復に増発された。これにより、快速と同じ停車駅や、ゴリング通過の停車駅パターンが設定された。
2023年12月より、シュネルツーク(D)1本がインターシティ・エクスプレス(ICE)に種別変更され、ザルツブルク南、ハライン、ヴェアフェン停車となった。2024年7月よりインターシティ(IC)に統合され、合わせて一日3.5往復の運行となった。

- ザルツブルク - ビショフスホフェン - グラーツ
一日3.5往復の運行。ユーロシティと合わせて、2～4時間に1本の運行。ビショフスホフェン以南は250号線に直通する。
2023年度以前は、一日3往復の運行であったが、2024年度より南行が1便増便された。

- ハーネンカム号：　グラーツ - シュヴァルツァハ - インスブルック
一日1往復の運行。ビショフスホフェン以東は250号線に、ヴェルグル以西は300号線に直通する。シュヴァルツァハで、ザルツブルク方面の特急と接続する。

### 特急「インターシティ・エクスプレス(ICE)」
- グロスグロックナー号：　シュヴァルツァハ/ツェル - ヴェルグル - ミュンヘン/ハンブルク/フレンスブルク　【冬季・夏季の金・土・日のみ運行】
季節限定で、金・土曜日のシュヴァーツァハ行、土・日曜日のドイツ方面行のみ運行する。ヴェルグル以西は220号線に直通する。インターシティ(IC)相当の停車駅だが、ホホフィルツェン、フィーバーブルン、ハーネンカム、ホプフガルテンにも停車する。
2018年以前は、インターシティ(IC)として運行していた。

## 運行形態（快速・普通）

### 快速「レギオナルエクスプレス(REX)」
下記系統が運行される。
- REX3系統：　ザルツブルク - ホホフィルツェン - ヴェルグル
2時間に1本の運行。また、シュヴァルツァハ - ヴェルグル間の区間運行もあり（こちらは休日も運行）、両者合わせて1-2時間に1本の運行となっている。区間運行の便は、原則ハーネンカムに停車する（2017年春以降）。
過去の運行形態
2016年以前は、ホホフィルツェン以西で普通列車として運行していた他、区間運行便は主にザンクトヨハン以西のみの運行で、またブレンネロまで直通していた。休日はザールフェルデン以北の運行であった。一部、クフル - シュヴァーツァハ間各駅に停車する列車も早朝の南行に限り運行していた。
2016年末に、全区間で快速として運行する様になった他、区間運行便がシュヴァルツァハ - ヴェルグルの運行に変更された。早朝の東行1本は停車駅が多く、ザールフェルデン以西ではヴェルグル南、ベルグリフト、グリースヴィアトを除く各駅に停車していた。
2020年末に、休日もザルツブルク - ヴェルグルで2時間に1本運行する様になった。
2024年度より、クフル - シュヴァーツァハ間各駅停車の列車が普通(S3)に置き換えられた。また、プファッフェンシュヴェント、シュヴァルツセー、ホプフガーテンは全列車通過となった。

### 普通「レギオナルバーン(R)」
- R3系統：　ゴリング → ザルツブルク → フライラッシング　【平日運行】
一日あたり、片道1本のみの運行。ザルツブルク以北はドイツ国鉄951号線に直通する。
2020年末に運行を開始した。

- R3系統：　ザルツブルク - シュヴァーツァハ ( → ザールフェルデン )
午後～夕方に、南行が一日3本、北行が一日1本運行する。北行はハライン以南でも快速相当の停車駅である。南行1本がザールフェルデンまで直通する。休日は北行の列車のみが運行する。
2023年度に運行を開始した。

- R9系統：　シュラドミンク→ビショフスホフェン→シュヴァルツァハ
平日・土曜は一日1.5往復、休日は一日1往復の運行。ビショフスホフェン - シュヴァーツァハ間には、系統番号無しの列車が一日1往復追加で運行される。ビショフスホフェン以東は250号線に直通する。
2022年度以前は、早朝に平日の南行片道早朝1本のみの運行であった。

### 普通「Sバーン(S)」
下記2つの系統に分かれる。
- S3系統：　バド・ライヒェンハル - ザルツブルク - シュヴァルツァハ - ザールフェルデン
1時間に1本の運行。ザルツブルク以北は独墺国境を越え、ドイツ国鉄954号線に直通する。なお、平日に限り、フライラッシンク - ザルツブルク - ゴリンク間の区間便が1時間間隔で運行され、この区間は両者合わせて30分間隔で運行されている。1時間に1本の運行はシュヴァルツァハ以北の運行で、平日・土曜日は2時間に1本、休日一日1.5往復がザールフェルデンまで直通する。
過去の運行形態
2016年以前は、S1系統を名乗っていた。また、ビショフスホフェン以南のみ運行する列車は、レギオナルバーン(R)の種別であった。レギオナルバーンの一部はザールフェルデン以西でSバーンとなり、ヴェルグルまで直通していた。シュヴァルツァハ以南は、全て合わせて一日7.5往復の運行であった。
2017年度に、S3系統に変更された。レギオナルバーンは早朝/深夜の南行のみとなり、ヴェルグルへの直通も取りやめられた。シュヴァルツァハ以南の本数は、平日・土曜日2時間に1本、休日一日1.5往復となった。
2022年度に、ビショフスホフェン以南のレギオナルバーン(R)が全てSバーン(S3)に統合された。

- S8系統：　ホホフィルツェン - ヴェルグル ( - ブレンネロ)
1時間に1本の運行。平日の大部分、休日の半数が、250号線のブレンネロ方面に快速として直通する。一部が、ザールフェルデンやツェルまで乗り入れる。
過去の運行形態
2016年以前は、半数がザルツブルク - ヴェルグル、残り半数がホホフィルツェン - ヴェルグルの運行であった。ホホフィルツェン以北快速として運行していた。休日は2時間に1本しか運行していなかった。ほとんどが各駅停車であったが、ザンクトヨハン以西で快速相当の停車駅になる便もあった。また、系統番号もS6であった。
2016年末に、大部分がホホフィルツェンまで短縮され、特にザールフェルデン以東には直通しなくなった。
2020年末に、系統番号がS8に変更され、休日も1時間に1本の運行となった。平日に限り半数がブレンネロに直通する様になった他、ごく一部がツェルまで直通を開始した。この時、全列車各駅停車となった。
2023年度に、平日の大半、休日の半数が快速としてブレンネロに直通する様になった。

## 駅一覧
- 種別
  - RJ：特急「レイルジェット」
  - NJ：寝台特急「ナイトジェット」
  - EC：特急「ユーロシティ」
  - rjx：特急「レイルジェット・エクスプレス」
  - IC：特急「インターシティ」
  - REX：快速「レギオナルエクスプレス」
  - R：普通「レギオナルツーク」
  - S：普通「Sバーン」
- 停車駅
  - ■印：全列車停車
  - ●印：一部通過
  - ☆印：半数停車
  - ○印：一部停車
  - ｜印：全列車通過

| 路線名 | 駅名                                   | 駅間営業キロ | 累計営業キロ | EN | NJ | RJ | D  | EC | rjx | IC | REX | R  | S | 接続路線 | 所在地         | 所在地                               |
| ------ | -------------------------------------- | ------------ | ------------ | -- | -- | -- | -- | -- | --- | -- | --- | -- | - | --- | -------------- | ------------------------------------ |
| 200    | ザルツブルク本駅                       | -            | 0.0          | ■  | ■  | ■  | ■  | ■  | ■   | ■  | ■   | ■  | ■ | 101号線（ウィーン方面）、210号線（ランプレヒツハウゼン方面） ドイツ国鉄951号線（ミュンヘン/ランツフト方面） | ザルツブルク州 | ザルツブルク市                       |
| 200    | ザム駅                                 | 2.1          | 2.1          | ｜ | ｜ | ｜ | ｜ | ｜ | ｜  | ｜ | ｜  | ｜ | ■ | | ザルツブルク州 | ザルツブルク市                       |
| 200    | グニグル駅                             | 0.9          | 3.0          | ｜ | ｜ | ｜ | ｜ | ｜ | ｜  | ｜ | ｜  | ■  | ■ | | ザルツブルク州 | ザルツブルク市                       |
| 200    | パーシュ駅                             | 1.5          | 4.5          | ｜ | ｜ | ｜ | ｜ | ｜ | ｜  | ｜ | ｜  | ｜ | ■ | | ザルツブルク州 | ザルツブルク市                       |
| 200    | アイゲン駅                             | 1.3          | 5.8          | ｜ | ｜ | ｜ | ｜ | ｜ | ｜  | ｜ | ｜  | ｜ | ■ | | ザルツブルク州 | ザルツブルク市                       |
| 200    | ザルツブルク南駅                       | 2.1          | 7.9          | ｜ | ｜ | ｜ | ●  | ○  | ｜  | ●  | ■   | ■  | ■ | | ザルツブルク州 | ザルツブルク郊外郡                   |
| 200    | エルスベテン駅                         | 1.1          | 9.0          | ｜ | ｜ | ｜ | ｜ | ｜ | ｜  | ｜ | ｜  | ｜ | ■ | | ザルツブルク州 | ザルツブルク郊外郡                   |
| 200    | プフ・ウアシュタイン駅                 | 4.2          | 13.2         | ｜ | ｜ | ｜ | ｜ | ｜ | ｜  | ｜ | ｜  | ■  | ■ | | ザルツブルク州 | ハライン郡                           |
| 200    | プフ・バイ・ハライン駅                 | 1.3          | 14.5         | ｜ | ｜ | ｜ | ｜ | ｜ | ｜  | ｜ | ｜  | ｜ | ■ | | ザルツブルク州 | ハライン郡                           |
| 200    | オーベラルム駅                         | 1.5          | 16.0         | ｜ | ｜ | ｜ | ｜ | ｜ | ｜  | ｜ | ｜  | ｜ | ■ | | ザルツブルク州 | ハライン郡                           |
| 200    | ハライン駅                             | 1.8          | 17.8         | ｜ | ｜ | ｜ | ●  | ○  | ｜  | ●  | ■   | ■  | ■ | | ザルツブルク州 | ハライン郡                           |
| 200    | ハライン・ブルクフリート駅             | 1.5          | 19.3         | ｜ | ｜ | ｜ | ｜ | ｜ | ｜  | ｜ | ｜  | ｜ | ■ | | ザルツブルク州 | ハライン郡                           |
| 200    | バド・フィーガウン駅                   | 1.6          | 20.9         | ｜ | ｜ | ｜ | ｜ | ｜ | ｜  | ｜ | ｜  | ｜ | ■ | | ザルツブルク州 | ハライン郡                           |
| 200    | クフル・ガーナイ駅                     | 1.5          | 22.4         | ｜ | ｜ | ｜ | ｜ | ｜ | ｜  | ｜ | ｜  | ｜ | ■ | | ザルツブルク州 | ハライン郡                           |
| 200    | クフル駅                               | 3.2          | 25.6         | ｜ | ｜ | ｜ | ｜ | ｜ | ｜  | ○  | ■   | ■  | ■ | | ザルツブルク州 | ハライン郡                           |
| 200    | ゴリンク・アプテナウ駅                 | 3.2          | 28.8         | ｜ | ｜ | ■  | ●  | ■  | ■   | ●  | ■   | ■  | ■ | | ザルツブルク州 | ハライン郡                           |
| 200    | テンネック駅                           | 13.4         | 42.2         | ｜ | ｜ | ｜ | ｜ | ｜ | ｜  | ｜ | ｜  | ▼∧ | ■ | | ザルツブルク州 | ザンクト・ヨーハン・イム・ポンガウ郡 |
| 200    | ヴェアフェン駅                         | 3.0          | 45.2         | ｜ | ｜ | ｜ | ｜ | ○  | ｜  | ●  | ■   | ■  | ■ | | ザルツブルク州 | ザンクト・ヨーハン・イム・ポンガウ郡 |
| 200    | プファルヴェアフェン駅                 | 1.4          | 46.6         | ｜ | ｜ | ｜ | ｜ | ｜ | ｜  | ｜ | ｜  | ▼∧ | ■ | | ザルツブルク州 | ザンクト・ヨーハン・イム・ポンガウ郡 |
| 200    | ビショフスホフェン駅                   | 5.7          | 52.3         | ｜ | ●  | ■  | ■  | ■  | ■   | ■  | ■   | ■  | ■ | 250号線（グラーツ方面）                                                                                     | ザルツブルク州 | ザンクト・ヨーハン・イム・ポンガウ郡 |
| 200    | ミッターベルクヒュッテン駅             | 3.0          | 55.3         | ｜ | ｜ | ｜ | ｜ | ｜ | ｜  | ｜ | ｜  | ●  | ■ | | ザルツブルク州 | ザンクト・ヨーハン・イム・ポンガウ郡 |
| 200    | ザンクト・ヨーハン・イム・ポンガウ駅   | 6.0          | 61.3         | ｜ | ｜ | ■  | ■  | ■  | ■   | ■  | ■   | ■  | ■ | | ザルツブルク州 | ザンクト・ヨーハン・イム・ポンガウ郡 |
| 200    | シュヴァルツァハ・ザンクト・ファイト駅 | 5.2          | 66.5         | ■  | ●  | ■  | ■  | ■  | ■   | ■  | ■   | ■  | ■ | 220号線（クラーゲンフルト方面）                                                                             | ザルツブルク州 | ザンクト・ヨーハン・イム・ポンガウ郡 |
| 200    | レント駅                               | 8.5          | 75.0         |    | ｜ |    | ｜ | ｜ | ｜  | ｜ | ■   | ■  | ■ | | ザルツブルク州 | ツェル・アム・ゼー郡                 |
| 200    | エシェナウ駅                           | 4.0          | 79.0         |    | ｜ |    | ｜ | ｜ | ｜  | ｜ | ｜  | ｜ | ■ | | ザルツブルク州 | ツェル・アム・ゼー郡                 |
| 200    | タクセンバッハ・ラウリス駅             | 5.3          | 84.3         |    | ｜ |    | ｜ | ｜ | ｜  | ｜ | ■   | ■  | ■ | | ザルツブルク州 | ツェル・アム・ゼー郡                 |
| 200    | グリース・イム・ピンツガウ駅           | 4.6          | 88.9         |    | ｜ |    | ｜ | ｜ | ｜  | ｜ | ○   | ■  | ■ | | ザルツブルク州 | ツェル・アム・ゼー郡                 |
| 200    | ブルック・フシュ駅                     | 4.8          | 93.7         |    | ｜ |    | ｜ | ｜ | ｜  | ｜ | ■   | ■  | ■ | | ザルツブルク州 | ツェル・アム・ゼー郡                 |
| 200    | ツェル・アム・ゼー駅                   | 5.7          | 99.4         |    | ｜ |    | ■  | ■  | ■   | ■  | ■   | ■  | ■ | 230号線（クリムル方面）                                                                                     | ザルツブルク州 | ツェル・アム・ゼー郡                 |
| 200    | マイスホフェン・ザールバッハ駅         | 4.6          | 104.0        |    | ｜ |    | ｜ | ｜ | ｜  | ｜ | ○   | ■  | ■ | | ザルツブルク州 | ツェル・アム・ゼー郡                 |
| 200    | ガーリンク・イム・ピンツガウ駅         | 4.0          | 108.0        |    | ｜ |    | ｜ | ｜ | ｜  | ｜ | ｜  | ■  | ■ | | ザルツブルク州 | ツェル・アム・ゼー郡                 |
| 201    | ザールフェルデン駅                     | 4.3          | 112.3        |    | ｜ |    | ■  | ■  | ■   | ■  | ■   | ■  | ■ | | ザルツブルク州 | ツェル・アム・ゼー郡                 |
| 201    | レオガンク・シュタインベルゲ駅         | 5.8          | 118.1        |    | ｜ |    | ｜ | ｜ | ｜  | ｜ | ■   |    | ■ | | ザルツブルク州 | ツェル・アム・ゼー郡                 |
| 201    | レオガンク駅                           | 2.4          | 120.5        |    | ｜ |    | ｜ | ｜ | ｜  | ｜ | ■   |    | ■ | | ザルツブルク州 | ツェル・アム・ゼー郡                 |
| 201    | ホホフィルツェン駅                     | 9.6          | 130.1        |    | ｜ |    | ｜ | ｜ | ｜  | ｜ | ■   |    | ■ | | チロル州       | キツビューエル郡                     |
| 201    | プファッフェンシュヴェント駅           | 4.3          | 134.4        |    | ｜ |    | ｜ | ｜ | ｜  | ｜ | ｜  |    | ■ | | チロル州       | キツビューエル郡                     |
| 201    | フィーバーブルン駅                     | 5.0          | 139.4        |    | ｜ |    | ■  | ｜ | ■   | ｜ | ■   |    | ■ | | チロル州       | キツビューエル郡                     |
| 201    | グリースヴィアト駅                     | 5.1          | 144.5        |    | ｜ |    | ｜ | ｜ | ｜  | ｜ | ｜  |    | ■ | | チロル州       | キツビューエル郡                     |
| 201    | ザンクト・ヨーハン・イン・チロル駅     | 3.2          | 147.7        |    | ｜ |    | ■  | ■  | ■   | ■  | ■   |    | ■ | | チロル州       | キツビューエル郡                     |
| 201    | オーバーンドルフ・イン・チロル駅       | 4.3          | 152.0        |    | ｜ |    | ｜ | ｜ | ｜  | ｜ | ○   |    | ■ | | チロル州       | キツビューエル郡                     |
| 201    | キツビューエル駅                       | 5.1          | 157.1        |    | ｜ |    | ■  | ■  | ■   | ■  | ■   |    | ■ | | チロル州       | キツビューエル郡                     |
| 201    | キツビューエル・ハーネンカム駅         | 2.4          | 159.5        |    | ｜ |    | ｜ | ｜ | ｜  | ｜ | ○   |    | ■ | | チロル州       | キツビューエル郡                     |
| 201    | シュヴァルツゼー駅                     | 1.9          | 161.4        |    | ｜ |    | ｜ | ｜ | ｜  | ｜ | ｜  |    | ■ | | チロル州       | キツビューエル郡                     |
| 201    | キルヒベルク・イン・チロル駅           | 5.0          | 166.4        |    | ｜ |    | ■  | ■  | ■   | ■  | ■   |    | ■ | | チロル州       | キツビューエル郡                     |
| 201    | ブリクセン・イム・ターレ駅             | 3.7          | 170.1        |    | ｜ |    | ｜ | ｜ | ｜  | ｜ | ■   |    | ■ | | チロル州       | キツビューエル郡                     |
| 201    | ヴェステンドルフ駅                     | 3.0          | 173.1        |    | ｜ |    | ｜ | ｜ | ｜  | ｜ | ■   |    | ■ | | チロル州       | キツビューエル郡                     |
| 201    | ヴィンダウ駅                           | 3.3          | 176.4        |    | ｜ |    | ｜ | ｜ | ｜  | ｜ | ｜  |    | ■ | | チロル州       | キツビューエル郡                     |
| 201    | ホプフガルテン・ベルクリフト駅         | 5.9          | 182.3        |    | ｜ |    | ｜ | ｜ | ｜  | ｜ | ■   |    | ■ | | チロル州       | キツビューエル郡                     |
| 201    | ホプフガルテン駅                       | 1.1          | 183.4        |    | ｜ |    | ■  | ｜ | ■   | ｜ | ｜  |    | ■ | | チロル州       | キツビューエル郡                     |
| 201    | ヴェルグル南・ブルックホイスル駅       | 5.1          | 188.5        |    | ｜ |    | ｜ | ｜ | ｜  | ｜ | ○   |    | ■ | | チロル州       | クフシュタイン郡                     |
| 201    | ヴェルグル駅                           | 3.9          | 192.4        |    | ｜ |    | ■  | ■  | ■   | ■  | ■   |    | ■ | 300号線（クフシュタイン方面/フェルトキルヒ方面）                                                            | チロル州       | クフシュタイン郡                     |